# Igor Lisovsky
Igor Olegovich Lisovsky (em russo:  Игорь Олегович Лисовский; 1954) é um ex-patinador artístico russo. Lisovsky conquistou com Irina Vorobieva uma medalha de ouro em campeonatos mundiais, e uma medalha de ouro, uma de prata e uma de bronze em campeonatos europeus.

## Principais resultados

### Com Irina Vorobieva
| Resultados                                            | Resultados        | Resultados       | Resultados       | Resultados        | Resultados       | Resultados    | Resultados    | Resultados    | Resultados    | Resultados    | Resultados    | Resultados    |
| Internacional                                         | Internacional     | Internacional    | Internacional    | Internacional     | Internacional    | Internacional | Internacional | Internacional | Internacional | Internacional | Internacional | Internacional |
| Evento/Temporada                                      | 1978– 1979        | 1979– 1980       | 1980– 1981       | 1981– 1982        | 1982– 1983       |               |               |               |               |               |               |               |
| ----------------------------------------------------- | ----------------- | ---------------- | ---------------- | ----------------- | ---------------- | ------------- | ------------- | ------------- | ------------- | ------------- | ------------- | ------------- |
| Campeonato Mundial                                    | 4.º               |                  | Medalha de ouro  | 5.º               |                  |               |               |               |               |               |               |               |
| Campeonato Europeu                                    | Medalha de prata  |                  | Medalha de ouro  | Medalha de bronze |                  |               |               |               |               |               |               |               |
| NHK Trophy                                            |                   | Medalha de ouro  |                  |                   | Medalha de prata |               |               |               |               |               |               |               |
| Prize of Moscow News                                  | Medalha de bronze | Medalha de ouro  | Medalha de ouro  |                   |                  |               |               |               |               |               |               |               |
| Nacional                                              |                   |                  |                  |                   |                  |               |               |               |               |               |               |               |
| Campeonato Soviético                                  | Medalha de bronze | Medalha de prata | Medalha de prata | Medalha de bronze |                  |               |               |               |               |               |               |               |
|                                                       |                   |                  |                  |                   |                  |               |               |               |               |               |               |               |
| Legenda: Competição não foi disputada nesta temporada |                   |                  |                  |                   |                  |               |               |               |               |               |               |               |